# تششمة خاني (مقاطعة دلفان)
تششمة خاني (بالفارسية: چشمه خانی) هي مستوطنة تقع في قسم كاكاوند الغربي الريفي (مقاطعة دلفان) في إيران. يقدر عدد سكانها بـ 279 نسمة .